# Warhammer Age of Sigmar
Warhammer: Age of Sigmar — настольная игра-варгейм, разработанная и выпущенная британской компанией Games Workshop в 2015 году как преемник её же игры Warhammer Fantasy Battles. В Age of Sigmar двум или более игрокам предлагается управлять армиями из пластмассовых миниатюрных фигурок, поочерёдно передвигая их по полю боя; успех тех или иных действий определяется с помощью бросков игральных костей. В отличие от Warhammer Fantasy Battles, Age of Sigmar выполнена в духе эпического фэнтези, и бои в ней представляют быстрые схватки с целями, определёнными тем или иным сценарием. Вымышленная вселенная игры охватывает восемь миров-«владений», созданных богами после катаклизма, который уничтожил старый мир Warhammer Fantasy; различные армии в игре принадлежат различным силам, сражающимся за власть над этими мирами. В 2018 году была выпущена вторая редакция Age of Sigmar — в ней была усовершенствована система правил и более детально прописана вселенная игры.

## Игровая система
Age of Sigmar представляет собой настольный варгейм, где игроки управляют армиями, составленными из пластмассовых миниатюрных фигурок — эти фигурки представляют воинов с различными характеристиками и способностями. В отличие от многих настольных игр со строго определёнными игровыми сетками полей, армии в Age of Sigmar могут свободно маневрировать по полю боя — расстояние между отрядами или отдельными фигурками в ходе игры определяется с помощью линейки, а успех того или иного действия решается броском шестигранных игральных костей. В то время как Fantasy Battles представляла собой переосмысление средневековой войны в духе тёмного фэнтези, и игровой процесс в ней вращался вокруг передвижения по полю тесно выстроенных отрядов, Age of Sigmar делает упор на быстрые, сюжетно ориентированные схватки-«скирмиши» уже в духе эпического фэнтези, и воины в ней сражаются врассыпную, подобно параллельно выпускаемой игре Warhammer 40,000.
Age of Sigmar делает особенный акцент на повествовательной механике варгеймов, поощряя использование сюжетных сценариев — например, сценарий может требовать от игрока захватить определённые контрольные точки на поле боя, так что игрок может разбить вражескую армию, но проиграть по набранным очкам. Правила выстроены так, чтобы игру было «легко изучить, но сложно овладеть». Основные правила игры просты и быстры для понимания, но более продвинутые элементы механики можно найти в т.н. «Боевых Свитках» для конкретных юнитов, которые добавляют больше правил и характеристик. Искусство игры заключается в создании сплочённой армии, и использовании «синергии» юнитов. «Правила» и «Боевые Свитки» бесплатны, их можно загрузить с веб-сайта Games Workshop или просмотреть в приложении Age of Sigmar.
Age of Sigmar имеет три разных режима игры. Matched Play подразумевает общее количество очков для разных юнитов и ограничения конкретных очков для сбора армии (1000, 2000 и 2500 очков). В этом режиме игры существуют правила составления армии, которые меняются в зависимости от количества очков, а базовые правила изменяются, чтобы обеспечить сбалансированную игру. В Matched Play также требуется минимальное количество рядовых юнитов и налагается ограничение на количество «Героев» и «Бегемотов», которых можно выставить на стол. В дополнение к Matched Play режим Open Play представляет стиль игры «участвует всё», в то время как Narrative Play фокусируется на воссоздании «исторических сражений» и сценариев. В последнем часто используются дополнительные правила, специфичные для обстановки или события, такие как опасная местность, метеоритный дождь или ограничение перемещений.
Чтобы играть в любом из режимов игры, два или более игрока заранее составляют свои армии. Поле битвы и элементы ландшафта расставляются на соответствующей поверхности, после чего порядок хода определяется броском кости. Игроки ходят по очереди, раунд завершается когда все игроки завершают по одному ходу. Бой отыгрывается с помощью серии бросков: атакующий игрок проверяет отдельными бросками успех попадания и ранения, а защищающийся особым «спасброском» — успех на то, что доспехи защитят воина от раны. Если оба броска попадания и ранения успешны, а спасбросок не пройден, защищающийся получает урон. Из-за большого влияния удачи на игровой процесс череда неудачных бросков может преломить ход игры — можно проиграть партию, даже несмотря на грамотные тактические решения.
В первую часть хода игрока, Фазу Героев, разыгрываются заклинания и активируются командные способности. Юниты с магическими способностями обычно могут разыграть одно из трех заклинаний: атакующий «Тайный Удар», защитный «Мистический Щит» и третье заклинание, уникальное для каждого. Командные способности, с другой стороны, требуют присутствие Героя на поле битвы с этой способностью и используют Командные очки для активации. Вторая фаза − Фаза движения, в которой юниты перемещаются через поле битвы; игрок может выбрать, чтобы они отступали, что сделает их неспособными к стрельбе или нападению на следующих этапах. Фаза стрельбы разрешает все дальние атаки, возможные для текущего игрока, затем Фаза нападения позволяет объявить нападение юнитами ближнего боя на вражеские отряды, находящиеся в пределах досягаемости. В Фазу боя задействованные отряды атакуют всем своим оружием ближнего боя. Сначала атаку проводит напавший игрок, затем отвечает защищающийся; игроки продолжают по очереди, пока все юниты, способные атаковать, не сделают этого. Заключительная Фаза Боевого Шока проверяет мораль истощенных юнитов; неудачные броски Боевого Шока приводят к тому, что эти модели бегут из отряда.

## Сеттинг
События Age of Sigmar происходят во Владениях Смертных, системе из восьми взаимосвязанных миров. В ходе кампании The End Times, предварявшей закрытие Warhammer Fantasy Battles, старый мир был уничтожен в катаклизме — от планеты осталось лишь металлическое ядро Маллус, плывущее в пустоте. Его нашёл древний император Сигмар, томившийся в плену у одного из богов Хаоса, Тзинча; с помощью дракона Дракотиона он отыскал мелкие осколки старого мира и вдохнул в них жизнь; души обитателей старого мира, заключённые в Маллусе, возродились в новых мирах — это время возрождения и строительства получило название эпохи Легенд.
Некоторые персонажи старой вселенной, как некромант Нагаш, эльфы Тирион и Малерион, стали богами; боги орков Горк и Морк слились в одно божество Горкаморку. Старые боги Хаоса — Кхорн, Тзинч и Нургл — также пробуждены; место канувшего в небытие бога запретных удовольствий Слаанеш в четверке богов Хаоса заняла Великая Рогатая крыса. На смену эпохе Легенд пришла эпоха Хаоса, где различные боги посылали друг против друга армии почитателей; Сигмар потерял волшебный молот Гхал Мараз и был вынужден отступить в единственный оставшийся за ним мир Азир. Проведя долгое время во дворце Азирхейм, Сигмар создал армию Грозорождённых Вечных — воинов, закованных в доспехи из особого металла-сигмарита. Эта армия переломила ход войны, ознаменовав начало третьей эпохи — эпохи Сигмара.
Восемь миров Age of Sigmar связаны друг с другом Вратами, через которые армии могут переходить из одного мира в другой; силы Порядка, Хаоса, Смерти и Разрушения постоянно пытаются отбить их друг у друга.
- Азир, Владение Небесное, единственное Владение, не тронутое Хаосом. В нём правит бог Сигмар, и оно является домом для Грозорождённых Вечных (англ. Stormcast Eternals), а также различных поселений людей, эльфов, дуардин и других рас.
- Акши, Владение Огня где преобладают вулканы, пустыни и лавовые поля. Родина Огненных истребителей (англ. Fyreslayers). До прихода Грозорождённых Владение Огня было в значительной степени подконтрольно Кхорну.
- Гур, Владение Зверей - это фактически владения бога Горкаморки. Орруки и огоры правят в землях, заселённых огромными дикими зверями.
- Гиран, Владение Жизни - чрезвычайно плодоносные земли. На эти владения претендует Алариэлль, богиня Жизни. До возрождения Алариэлль Гиран привлекал особое внимание Нургла.
- Чамон, Владение Металла, состоит из металлических континентов и плавающих цитаделей Харадрона. Владеть этими землями особенно желает Тзинч.
- Шаиш, Владение Смерти находится под безоговорочным контролем Нагаша. Вампиры, упыри, нежить и Ночной Гон - все они обитают здесь.
- Хиш, Владение Света - владения Тириона и Теклиса, мир полный символов и форм, полных тайных значений. Хиш дом для люминетов повелителей-владений. Это «солнце» Царств.
- Улгу, Владение Тени, было захвачено Малерионом и Морати. Это земля меняющихся иллюзий и непроницаемого тумана, в местной системе влияет на смену дня и ночи, так как периодически закрывает Хиш, выполняющий роль солнца.

Во второй редакции игры были введены многочисленные правила для различных миров: например, во Владении Огня выпущенные лучниками стрелы загораются и лучше пробивают броню противников, а во Владении Металла армия Грозорождённых Вечных передвигается медленнее, поскольку доспехи воинов становятся тяжелее обычного.

## Фракции
В Age of Sigmar есть четыре главных союза, которые называются Великими Альянсами и объединены общими целями. Армии могут быть построены исключительно из отдельных фракций (например, армия Грозорождённых Вечных) или включать в себя ограниченное количество союзников из связанных фракций внутри альянса. Армия, состоящая из нескольких фракций в пределах одного Альянса, верна этому конкретному Великому Альянсу, но не какой-либо отдельной фракции. Фракции, как правило, лучше всего взаимодействуют со своими подразделениями, а специфичные для фракций армии получают бонусы и дополнительные правила, недоступные смешанным армиям Великого Альянса.

### Порядок
Порядок в первую очередь противостоит Хаосу, и его фракции объединяет общее стремление поддерживать цивилизацию, искусство и науку или сохранять природные или божественные владения. Несмотря на эту общую цель, каждая фракция более или менее преследует свою собственную выгоду - зачастую в ущерб другим.
- Грозорождённые Вечные, похожие на полубогов воины, наделенные частью божественной силы Сигмара и одетые в магическую броню из сигмарита, аналогичную Космодесантникам Warhammer 40 000. Они были созданы Сигмаром с помощью Грунгни, чтобы стать основным оружием против сил Хаоса.
- Города Сигмара, города, основанные силами порядка, представляют обычных жителей Смертных Владений. Большинство гномьих, эльфийских и человеческих отрядов из Warhammer Fantasy, которые существовали до Age of Sigmar, составляют основную часть этой армии. Хотя все они представляют собой одну и ту же армию, у каждого подразделения есть свой вид, и каждый вид разделен на несколько подфракций, при этом заклинания и способности лидеров объединяются с определёнными видами, позволяя играть как смешанными армиями, так и отдельными фракциями по примеру Warhammer Fantasy. Грозорождённые Вечные также могут быть использованы всеми городами без учёта нормальных предельных очков для союзников, но могут составлять только 1/4 отрядов в армии, в то время как Живой Город может сделать то же самое с Сильванетами, и Глаз Бури с Повелителями Харадрона.
  - Дуардин, ранее Гномы. Изгнанники представляют собой более традиционных гномов, которые все ещё обижены на своих врагов и поклоняются Грюньи. Железнокованный Арсенал строится на артиллерийских юнитах Гномов и непрерывно связан с людьми.
  - Люди включают в себя Преданных Сигмар (священники и боевые фанатики), волшебников Коллегии Арканум, солдат и офицеров Свободных Гильдий.
  - Альвы, ранее эльфы. К ним относятся Странники, волшебники Совета Древних, воины Храма Феникса, Львиные Рейнджеры, Агенты Свифтхока, Ордена Дракона и Змеи, флоты Каперов Плети, колдуны Тёмных Ковенов и убийц Теневого Клинка.
- Серафоны, ранее Лизардмены. В текущей итерации они — небесные демоны, которые сражаются за порядок. Сланны, находящиеся сейчас на борту огромных космических кораблей, буквально «вспоминают» об их существовании всякий раз, когда это необходимо. Хотя у некоторых кораблей-храмов всё ещё есть нерестовые бассейны, в которых они рождаются тем же путём, как и в Warhammer Fantasy.
- Лесные духи Сильваны варьируются от дриад до древесных повелителей и следуют за возрожденной богиней Алариэлль.
- Огненные истребители — наёмные дуардины, которые поклоняются Гримниру и сражаются за Ур-Золото, магический элемент, который, как они полагают, является остатками их падшего бога.
- Повелители Харадрона - фракция дуардинов в стиле стимпанк, состоящая из железных дирижаблей и воинов в бронированных костюмах. Отделенные давным-давно от остальной расы, харадроны живут в небесных городах и вооружены стрелковым оружием на основе эфира-золота.
- Дочери Кхейна - тайный конклав ведьм-альвов, поклоняющиеся Кхейну и Морати. Они заявляют, что хотят воскресить своего бога, но Морати тайно замышляет самостоятельно стать божеством.
- Подводный народ Идонет - морские альвы,созданные Теклисом, но ушедшие от него в морские глубины владений смертных. Имеют изъян из-за которого лишь 1 из 100 детей альвов рождается с полной душой. Делятся на три касты: Ишаранн - маги, Ахелианцы - воины  и Намарти - большая часть общества глубинорожденных.

### Хаос
Подстрекаемый примитивными желаниями и действиями смертных, Хаос стремится доминировать во Владениях Смертных. Они служат четырём богам хаоса.  До возвращения Сигмара они завоевали семь из восьми Владений, начав Эпоху Хаоса.
- Вечноизбранные, последователи Архаона, Вечноизбранного Хаоса. Элитные воины, они жаждут лишь подчинения всех восьми Владений под властью Хаоса
- Рабы Тьмы, смертные воины, преданные Хаосу в его неделимой форме.
- Клинки Кхорна, демоны и Связанные Кровью смертные Кхорна. В начале эпохи Сигмара они были в основном размещены в Акши и первыми столкнулись с Бурерождёнными Вечными.
- Ученики Тзинча, демоны и арканитовые смертные Тзинча. Их главной цитаделью был Чамон, где был спрятан Гхал Мараз.
- Магготкины Нургла, демоны и Гниленосцы, смертные последователи Нургла. Их царство выбора - плодородный мир Гиран, где Нургл стремился захватить Алариэль для своих собственных целей.
- Гедонисты Слаанеш, демоны и смертные Слаанеш. Слаанеш всё ещё находится в заточении, но восстанавливает силы и может вернуться в любой момент.
- Звери Хаоса, включают в себя силы Зверолюдей, Монстров Хаоса и Гаргантов Хаоса. Подобно Рабам Тьмы, они не привязаны к какому-либо конкретному богу хаоса, и многие поклоняются хаосу самому по себе.
- Легион Азгорха (Гномов Хаоса) и Орды Тамуркханов (Нургл) - фракции от Forgeworld, имеют свои собственные правила.
- Скейвены теперь формально входят в Хаос, с тех пор как Великая Рогатая Крыса вознеслась на пантеон Богов Хаоса. Эти мерзкие крысолюды подразделяются на кланы с разными подходами к войне. Мастерклан объединяет лидеров скейвенских армий. Кланы Скрайр балуются причудливым колдовством и наукой. Кланы Молдер разводят гротескных боевых зверей. Клан Пестеленс фанатично следует чумным традициям Великой Рогатой Крысы, и они распространяют чуму по Владениям. Клан Эшин обучают наёмных убийц, а Кланы Вредоносы — воинов-скейвенов.

### Смерть
Противостоящий Хаосу и более или менее связанный с Порядком, когда он против Хаоса, Альянс Смерти желает управлять всеми сферами. Самая однородная фракция, ей полностью управляет Нагаш, самопровозглашённый Бог Смерти.
- Легионы Нагаша, общая фракция Смерти, представляющая силы, которыми располагает Нагаш. Они включают Повелителей Смерти, вампиров, некромантов, зомби, призраков Ночного Гона и скелетов.
- Дворы Пожирателей плоти, мерзкие упыри и вампиры, что искренне считают себя высококультурными аристократами.
- Ночной Гон призраки, духи и привидения. В Войнах Душ они вышли на первый план по мере развития соперничества между Сигмаром и Нагашем. Ночной Гон возглавляет Леди Олиндер, Мортарх Скорби.
- Оссиархи, духи, населяющие костяные творения, которые служат элитными войсками и авангардом Нагаша. Во главе Оссиархов стоит Орфеон Катакрос, Страж Некрополя.

### Разрушение
Непредсказуемые и оппортунистические фракции Разрушения борются за свое выживание, за свои собственные интересы или просто за любовь к хорошей драке. Их покровителем является Горкаморка, которому каждая фракция поклоняется в разных обличьях.
- Костеломы или дикие Орруки (в FB — орки) — дикие, вооружённые оружием из костей племена, которые специализируются на охоте и убийстве зверей в различных Владениях. Недавно они были объединены с Железными Челюстями в Боевом Томе Орруков.
- Железные Челюсти — элитные воины-орруки в тяжёлой броне. Гордракк, Кулак Горка, вождь Железных Челюстей, объединивший много кланов и племён под своим знаменем Великого Вааагха!!!(англ.Waaaaagh).
- Мракозлобные Мерзавцы представляют собой разнородную фракцию, но их объединяет любовь к тёмным местам и поклонение Зловещей Луне. Они включают в себя гротов Лунного клана и их сквигов, гротов Паучьего Клыка и их ездовых пауков, а также жестоких и стойких Трогготов (Троллей).
- Племена Пасти — это Огоры, бывшие Королевства Огоров (огров), включающие Огнебрюхов, кочевых Потрошителей и наёмников Людоедов.
- Рейдеры Зверобойного Когтя, племенами огоров, которые ездят на огромных боевых животных. Вечно преследуемые сверхъестественным Вечным Хладом, они постоянно находятся в движении, и всё, что они не едят и не уничтожают, застывает на их пути.

### Армии, чья поддержка прекращена
- Бретония, хотя некоторая часть их описания была передана Дворам Пожирателей Плоти
- Короли Гробниц, как фракция, но не как внешний вид Легиона Крови, подчиняющегося Неферате
- Часть старых Орков и Гоблинов

## Адаптации
Компания Frontier Developments, выпустившая успешные Elite: Dangerous, Jurassic World Evolution и Planet Zoo, объявила что приобрела у Games Workshop лицензию на разработку стратегической игры в реальном времени, основанной на Warhammer Age of Sigmar. Релиз намечен на 2023 год.
В 2020 компанией Cubicle 7, которая также выпустила 4 редакцию правил для Warhammer Fantasy Roleplay была выпущена настольная ролевая игра по вселенной AoS - Soulbound 

## Критика
Часть фанатов Warhammer Fantasy негативно отнеслись к прекращению поддержки их любимой игры и созданию Эпохи Сигмара. Они подвергли новую игру жесткой критике за несбалансированность и излишнюю упрощённость. Также некоторые игроки старой игры были огорчены отказом от квадратных (полковых) подставок и уменьшением количества моделей на столе в пользу их размера. После Конца времён (End of Time), ознаменовавшего окончание поддержки Fantasy Battles и старт Age of Sigmar, фанаты, не согласные с таким решением, разработали 9-ю редакцию правил, популярность которой, тем не менее, гораздо ниже не только AoS но и гораздо менее популярного закрытого Warhammer Fantasy.
Так же некоторые фанаты были недовольны переделыванием классических названий (орки, эльфы) на защищённые авторским правом новые названия (орруки, альвы).

## Внешние ссылки
1. www.games-workshop.com
2. ageofminiatures.co
3. www.britishfantasysociety.org